# Ann-Katrin Schröder
Ann-Katrin Schröder (* 10. November 1973 in Neustadt in Holstein) ist eine deutsche Journalistin und Fernsehmoderatorin.

## Leben und Wirken
Nach dem Erlangen des Abiturs 1993 in Reinbek bei Hamburg, studierte Ann-Katrin Schröder Anglistik und Romanistik in Freiburg im Breisgau. Danach absolvierte sie eine Berufsausbildung zur Physiotherapeutin. Nachdem Schröder daraufhin ein Jahr in einer PR-Agentur tätig gewesen war, arbeitete sie bis 2005 als Reporterin, Chefin vom Dienst und Moderatorin bei RTL Nord in Kiel. In dieser Zeit trat sie zudem als Reporterin bei Punkt 6, Punkt 9 und Punkt 12 auf. Im Jahr 2005 wechselte Ann-Katrin Schröder vom Regional-Ableger ins Hauptprogramm. Danach war sie im Moderationsteam des Morgenmagazins Punkt 6 und RTL aktuell Weekend. Im Oktober 2006 ging sie in den Mutterschutz. Ihr Nachfolger für die Moderation der Wochenendausgaben von „RTL aktuell“ wurde daraufhin am 6. November 2006 ihr Kollege Lothar Keller im Wechsel mit Annett Möller.
Nach dem Mutterschutz wechselte Schröder 2008 zum öffentlich-rechtlichen Fernsehsender NDR. Dort übernahm sie die Moderation einer Reisesendung, des Kulturjournals und der Sendung Lieb & Teuer. Im Dezember 2013 moderierte sie gemeinsam mit Wolfram Kons bis zu dessen Einstellung vier Sendungen des Sonntagsmagazines sonntags.live bei RTL. Von Mai 2014 bis November 2015 war Ann-Katrin Schröder Moderatorin bei Bingo! – Die Umweltlotterie im NDR.
Ann-Katrin Schröder ist Mutter von zwei Kindern, geboren 2004 und 2007. Sie wohnt mit ihrer Familie in Kiel.